# Sauce chateaubriand
Pour les articles homonymes, voir Chateaubriand.
Une sauce chateaubriand est une sauce associée à l'origine au chateaubriand, spécialité culinaire gastronomique de la cuisine française, à base de fond brun, vin blanc, beurre, échalote et bouquet garni, du nom de l'écrivain français du XIXe siècle François-René de Chateaubriand.

## Histoire
La grillade de bœuf à la Chateaubriand ou steak chateaubriand est une recette créée en 1822, selon le Larousse gastronomique, par Montmireil, chef-cuisinier personnel de l'écrivain François-René de Chateaubriand, alors qu'il est ambassadeur de France à Londres en Angleterre. Cette pièce de viande de bœuf taillée dans le filet (un des morceaux les plus tendres et fondants) est alors cuite saignante à la façon du rosbif ou du bœuf Wellington de la cuisine anglaise et servie avec cette sauce chateaubriand.

## Recette
Faire réduire des deux tiers 2 décilitres de vin blanc, additionnés d'une échalote émincée (et éventuellement de champignons émincés), de persil, de thym et d'une feuille de laurier-sauce. Mouiller avec 3 décilitres de fond brun (ou de glace de viande du chateaubriand) puis faire réduire quelques instants, puis passer à l'étamine. Ajouter 100 g de beurre au dernier moment, et de l'estragon haché,,.